# Cosmic disco
En música, los términos Afro, Cosmic Disco, Cosmic sound, free style, así como alguna de sus combinaciones (Cosmic Afro, Afro/Cosmic, Afro-Freestyle, o Afro-Funky) se utilizan indistintamente para describir varias formas de música disco con una presencia dominante de sonidos de sintetizador y/o influencias africanas, así como técnicas de DJ desarrolladas originalmente por un reducido número de DJs en algunas discotecas del norte de Italia desde finales de los años 1970 hasta mediados de los 1980. El género musical y el estilo de mezclar comparte parte de su historia con la del italo disco. Los términos slow-motion disco y Elettronica Meccanica también se asocian al género.
DJs italianos como Beppe Loda y Daniele Baldelli reivindican, separadamente, haber inventado el género y la forma de mezlcar.

## Descripción
La forma de mezclar del afro/cosmic es bastante libre, en la medida que incluye tanto cambios rápidos habituales en la técnica de los DJs de hip hop como mezclas largas guiadas por el beat matching. En ocasionas incorpora percusiones añadidas y efectos. Permite importantes cambios de velocidad utilizados para forzar las canciones dentro del rango de 90-110 BPM. Baldelli también suele pinchar discos de 45 RPM a 33, y viceversa. El llamado cosmic sound (sonido cósmico) cubre una gran variedad de estilos musicales, desde el electro hasta el funk, el jazz fusión o la música brasileña. Un género que normalmente no forma parte de esta mezcla es el italo disco, el cual para Baldelli es demasiado mainstream y comercial.

The sound is psychedelic, churning, hypnotic — not at all frenetic or purely electronic. Metallic klangs glide over a slowed-down afro-percussion track. A train noise over a beat is mixed continuously with a funky guitar riff and then with a synthesizer composition (Jean-Michel Jarre?). Flangers and equalizer effects are applied, not like the overexcited tantrums of a modern DJ, but rather methodically and with deep feeling, changing the texture of entire passages, as if we are gently passing from a radio show through a train tunnel back to a great concert hall.
Daniel WangDaniele Baldelli interview in Discopia #3

La cosmic music ha sido citada como "piedra de toque" para artistas de "space disco" contemporáneos como Prins Thomas, colaborador de Lindstrøm, o Andy Meecham de Chicken Lips. También ha sido considerado como una influencia de ciertos temas de house italiano tardío, como Sueño Latino.

## Clubs fundacionales y DJs

### Discotecas
Entre las discotecas en las que se cree que el sonido afro/cosmic se desarrolló por primera vez están las siguientes:
- Kinky Club en Manerbio, Italia (1973–1978)
- Baia degli Angeli (Bahía de los Ángeles) en Gabicce Mare, Italia (1974–c. 1979), cerrada y reabierta como Nephenta (c. 1979)
- Cosmic Club en Lazise, Verona, Italia (1979–1984)
- Le Cupole en Manerbio, Brescia, Italia (1979)
- Bisbi en Pavone del Mella, Brescia, Italia (1980)
- Good Moon Leno, Brescia, Italia (1980)
- Typhoon en Gambara, Brescia, Italia (1980–1984, 1985–1987)
- Chicago en Baricella, Bolonia, Italia (1985)
- AfroDylan en Coccaglio, Italia (activo)
- la cometa dancing en piobesi torinese - (1975-1995)

### DJs
Entre los DJs a los que se atribuye el primer desarrollo del afro/cosmic están:
- Bob Day y Tom Sison (‘Season’) de Nueva York (Baia degli Angeli, 1974–1976)
- Claudio ‘Mozart’ Rispoli (Baia degli Angeli, 1977–1978)
- Daniele Baldelli (Baia degli Angeli, 1977–1978; Cosmic Club, 1979–1984)
- Beppe Loda (Kinky Club, 1973–1978; Le Cupole, 1979; Bisbi, 1980; Typhoon, 1980–1984; Cosmic Club, late 1984; Chicago, 1985; Typhoon, 1985–1987)
- Claudio ‘T.B.C.’ Tosi Brandi
- Ebreo
- Fabrizio Fattori
- Rubens
- Spranga
- Meo
- Peri
- Fary
- DJ Brahms

## Discografía seleccionada
- Daniele Baldelli - COSMIC: The Original 1979–1984 2-CD recopilatorio + libro
- Daniele Baldelli presents Baia degli Angeli 1977–1978 recopilatorio + libro
- Daniele Baldelli presents Baia degli Angeli 1977–1978 vol. 2 recopilatorio + libro
- Elaste vol. 1 - Slow Motion Disco: Originals from the Cosmic Era, compiled by DJ Mooner recopilatorio
- Typhoon: Portrait of the Electronic Years 2008 compilation, compiled by Beppe Loda. Synthonic # Syntho 3001.

## Lecturas para profundizar
- Oldfield, Louise (02-09-2002), «Adriatic for the People», 7 Magazine (DMC Publishing), archivado desde el original el 8 de julio de 2011, consultado el 22 de noviembre de 2010.
- Daniele Baldelli - Elevator Ride, Red Bull Music Academy, 4 de octubre de 2004, archivado desde el original el 16 de octubre de 2007, consultado el 7 de noviembre de 2007.
- Wang, Daniel (Octubre de 2004), Entrevista a Daniele Baldelli (Cosmic Disco) (3), Discopia (publicado el Mayo 2005), consultado el 22 de noviembre de 2010.
- Brewster, Bill (2005), «Daniele Baldelli», Wax Poetics (Primavera), archivado desde el original el 8 de julio de 2011, consultado el 22 de noviembre de 2010..
- Mooner (2005), «Cosmic – Ein italienische Parallelwelt», Elend&Vergeltung (March 2007) (2), archivado desde el original el 2 de octubre de 2011, consultado el 22 de noviembre de 2010. (en alemán); Mooner (2005), Cosmic – An Italian parallel world, archivado desde el original el 24 de julio de 2007, consultado el 22 de noviembre de 2010. (en inglés); también publicado en rumano, en la revista OMAGIU.[cita requerida]
- Dr. Nishimura (2006), Entrevista con el deejay legendario Beppe Loda (versión en inglés: preguntas 1–7), archivado desde el original el 7 de julio de 2011. y preguntas 8–16; both retrieved on 2007-11-05
- Campbell, Jeremy (2006), Entrevista DJ Loda (Typhoon/Cosmic), Discopia (publicado el 19 de agosto de 2007), consultado el 22 de noviembre de 2010.
- de Giovanni, Max (20 de mayo de 2006), Italian Discotheque Pioneers, Yahu Pawul (djsportal.com), archivado desde el original el 6 de mayo de 2009, consultado el 22 de noviembre de 2010.
- Brewster, Bill; Broughton, Frank (2006), Last Night A DJ Saved My Life: The history of the disc jockey (Revised (solo UK) edición), Headline Book Publishing (publicado el 22 de mayo de 2006), ISBN 978-0755313983.
- Tantum, Bruce (24 de agosto de 2006), «Fully Loda», Time Out Chicago (78), archivado desde el original el 28 de febrero de 2008, consultado el 22 de noviembre de 2010.and
- Ashton, Simon ‘DJ Baggy’ (9 de marzo de 2007), Entrevista y mix exclusivo con la leyenda de Typhoon Beppe Loda, cosmicdisco.co.uk, archivado desde el original el 23 de mayo de 2010, consultado el 22 de noviembre de 2010.
- Brewster, Bill; Broughton, Frank (18 de junio de 2008). «Gianni Zuffa interview». DJHistory blog. Consultado el 22 de noviembre de 2010.

- Datos: Q336567